# Church's

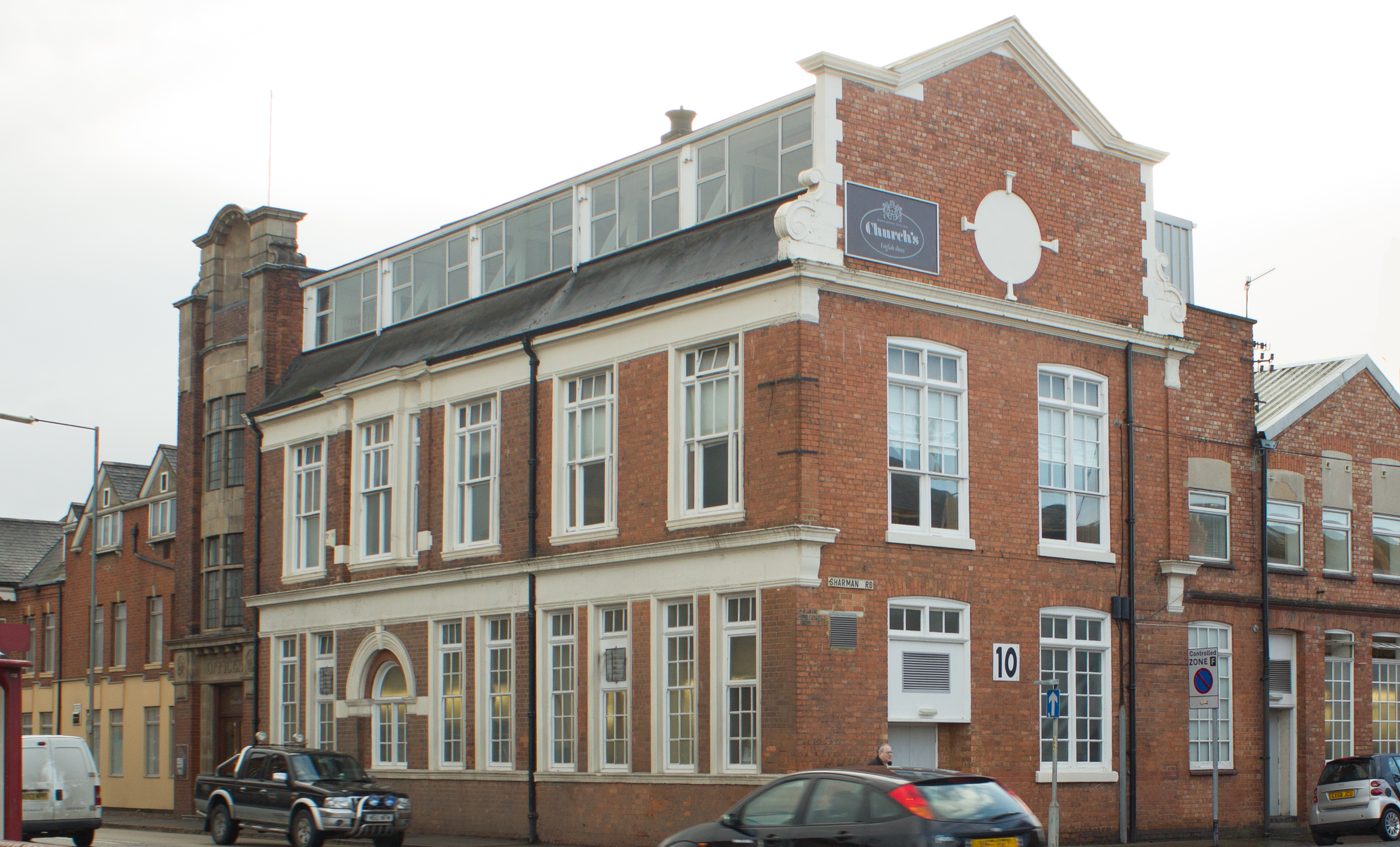
Church's Works in St James Northampton

Church's is een luxueus Brits schoenenmerk dat in 1873 opgericht werd door Thomas Church en zijn drie zoons. Door de jaren heen is het bedrijf uitgegroeid van een klein familie atelier tot een werkgever van bijna 700 mensen.

## Bedrijfsgeschiedenis

### 19e eeuw
De definitieve doorbraak van Church's kwam er in 1881, toen William Church met zijn "adaptable shoe" een gouden medaille won op de laatste "Great Exhibition" in Crystal Palace. Het vernuft van deze schoen zat hem in de kleine verschillen tussen de linker- en de rechterschoen, dit in tegenstelling tot de toen gangbare "straight shoe" die identiek hetzelfde was voor zowel de linker- als de rechtervoet. Door de erkenning van de "Great Exhibition" verwierf Church's ook naamsbekendheid in het buitenland, waardoor William Church zich al snel stortte op deze nieuwe afzetmarkt overzee, met zendingen naar België, Frankrijk, Italië, Duitsland, de Verenigde Staten en Canada.

### 20ste eeuw
In 1921 werd in Londen de allereerste Church's winkel geopend. In datzelfde jaar nam men voor het eerst de "Archmoulded shoe" op in het aanbod, een schoen speciaal ontworpen voor vrouwen. Hiermee speelde het bedrijf gretig in op de maatschappelijke vernieuwingen die het taboe rond vrouwenmode ophief, een evolutie waar Britse bedrijven als Aquascutum en Burberry zich eerder al aan gewaagd hadden.
Tijdens de Tweede Wereldoorlog werd het bedrijf door het Britse ministerie van Defensie gevraagd om schoenen te produceren voor de Britse manschappen.
De eerste post-oorlogsjaren verliepen moeizaam voor Church's. Zo was het land in wederopbouw, hingen er sociale spanningen in de lucht en evolueerde de smaak van de bevolking. Deze veranderingen troffen Church's ook in de bedrijfsstructuur: zo kwam er een kinderdagverblijf voor de kroost van de werknemers, werd er een liefdadigheidsfonds opgericht en een nieuw pensioenschema geïntroduceerd. Het aanbod werd verder aangevuld met een nieuw vrouwelijk segment, alsmede een lijn speciaal ontworpen voor kinderen.
In 1957 werd in Northampton een nieuwe fabriek geïnaugureerd, waar nog altijd wekelijks zo'n 5000 paar schoenen gefabriceerd worden, waarvan 70% voor de export bedoeld is. Behalve de schoenen die verkocht worden aan grootwarenhuizen als Harrods, beschikt Church's ook over eigen verkooppunten, onder meer in Regent Street in Londen, Via Condotti in Rome en Madison Avenue in New York.
In 1999 werd het bedrijf overgenomen door het internationale modeconglomeraat Prada. Sindsdien heeft het productieaanbod een meer contemporaine vleugel gekregen, hoewel de essentie nog altijd bij de klassieke herenschoen ligt.

## Productie
Chrurch's schoenen worden onder andere op de Blake en Goodyear maakwijze geproduceerd.

## Bekende klanten
- Voormalig Brits premier Tony Blair beschikte over een "lucky pair of Church's" dat hij elke keer droeg tijdens het wekelijkse parlementaire vragenuurtje.
- Toen acteur Pierce Brosnan de rol van James Bond speelde, droeg deze altijd een paar schoenen van Church's. Volgens costume designer Lindy Hemming complementeerde deze schoenen het best het Brioni-pak dragende silhouet van Bond.